# Il giorno perfetto (film)
Il giorno perfetto (Meet Cute) è un film del 2022 diretto da Alexandre Lehmann.

## Trama
Sheila e Gary si incontrano per la prima volta in un bar ed è amore a prima vista. Decidono di uscire a cena in un ristorante e qui Sheila gli dice di aver scoperto la macchina del tempo nel salone di bellezza della sua amica June e di averla usata per rivivere la stessa notte nelle ultime sette notti. Nonostante lo scetticismo di Gary, concludono l'appuntamento in buoni rapporti e lei gli dice che lo rivedrà il giorno successivo.
Nel corso di un mese di appuntamenti sempre uguali, seppur leggermente differenti ogni volta, Sheila rivela di aver iniziato a utilizzare il viaggio nel tempo il giorno in cui aveva pianificato di uccidersi. Dopo essersi sentita felice per la prima volta da molto tempo, Sheila continua a resettare la giornata e a rivivere l'appuntamento. Inoltre Sheila rivela che quando era bambina un uomo della TV via cavo che venne a casa sua era gentile con lei in un modo che le rimase impresso, ma non sa perché ne parli.
Dopo l'ennesimo reset, la monotonia della situazione fa sì che Sheila decida di utilizzare la macchina del tempo per andare più indietro per cambiare Gary e renderlo un ragazzo perfetto. Tuttavia ora Gary è molto diverso dal ragazzo di cui lei si era innamorata, così Shella torna indietro per annullare le modifiche alla vita del ragazzo e farlo tornare quello di prima. Questi tuttavia sperimenta un déjà vu e capisce che i due hanno effettivamente vissuto l'appuntamento più volte. Sconvolto, Gary usa la conoscenza che ha acquisito dal loro appuntamento, vale a dire la posizione di June e la macchina del tempo e dove viveva Sheila, per cercare di salvare Sheila dal voler suicidarsi, cosa che l'aveva resa anche ossessionata da lui. Si scopre che Gary è l'uomo della TV via cavo che è stato gentile con lei quando era bambina, lasciando la sua vita invariata.
Sheila si vuole suicidare ma lui riesce a raggiungerla e le dice che la macchina lo ha mandato avanti, che non si è suicidata e che si sono incontrati di nuovo "domani". La bugia funziona e lei lo segue giù dal ponte; mentre il sole sorge i due iniziano una giornata davvero nuova per il loro appuntamento.

## Distribuzione
Il film è stato distribuito sulla piattaforma Amazon Prime Video a partire dal 25 novembre 2022.